# Tisuću devetsto osamdeset četvrta (1984.)
Tisuću devetsto osamdeset četvrta (engl. Nineteen Eighty-Four) britanski je znanstvenofantastični film snimljen 1984. u režiji Michaela Radforda, čija je radnja temeljena na znamenitom istoimenom romanu Georgea Orwella. Radnja je smještena u Britaniji bliske budućnosti (ili alternativne sadašnjosti) kojom vlada svemoćni totalitarni režim, a protagonist je Winston Smith (čiji lik tumači John Hurt), službenik Ministarstva istine koji započinje vlastitu pobunu protiv poretka. Film predstavlja najpoznatiju od svih adaptacija Orwellova romana, a poznat je i po tome što je filmski lik O'Briena predstavljao posljednju ulogu Richarda Burtona.
Film je poznat i po glazbenom soundtracku koji je za potrebe filma izradio britanski pop duo Eurythmics i koji je izdan kao album 1984 (For the Love of Big Brother). Korištenju glazbe u stilu elektronskog popa 1980-ih se pak protivio režiser Radford smatrajući ga anakronizmom za film smješten u sumornu budućnost i preferirajući tradicionalnu partituru koju je napisao Dominic Muldowney. Zbog toga postoje dvije inačice filma koje su se pojavile na različitim izdanjima DVD-a.

## Glumačka postava
- John Hurt ... Winston Smith
- Richard Burton ... O'Brien
- Suzanna Hamilton ... Julia
- Cyril Cusack ... gospodin Charrington
- Gregor Fisher ... Parsons
- James Walker ... Syme
- Andrew Wilde ... Tillotson
- Corina Seddon ... gospođa Smith
- Rupert Baderman ... mladi Winston Smith
- Bob Flag ... Veliki Brat
- John Boswall ... Emmanuel Goldstein
- Phyllis Logan ... najavljivačica telekrana (glas)

## Vanjske poveznice
- Stranica na IMDB-u, pristupljeno 4. siječnja 2014.
- Stranica na Mojou, pristupljeno 4. siječnja 2014.
- Stranica na Rotten Tomatoesu, pristupljeno 4. siječnja 2014.
- Behind the scenes of "1984" starring John Hurt and Richard Burton, ITN, 8. rujna 1984.
- Movie stills